# Blåkopia

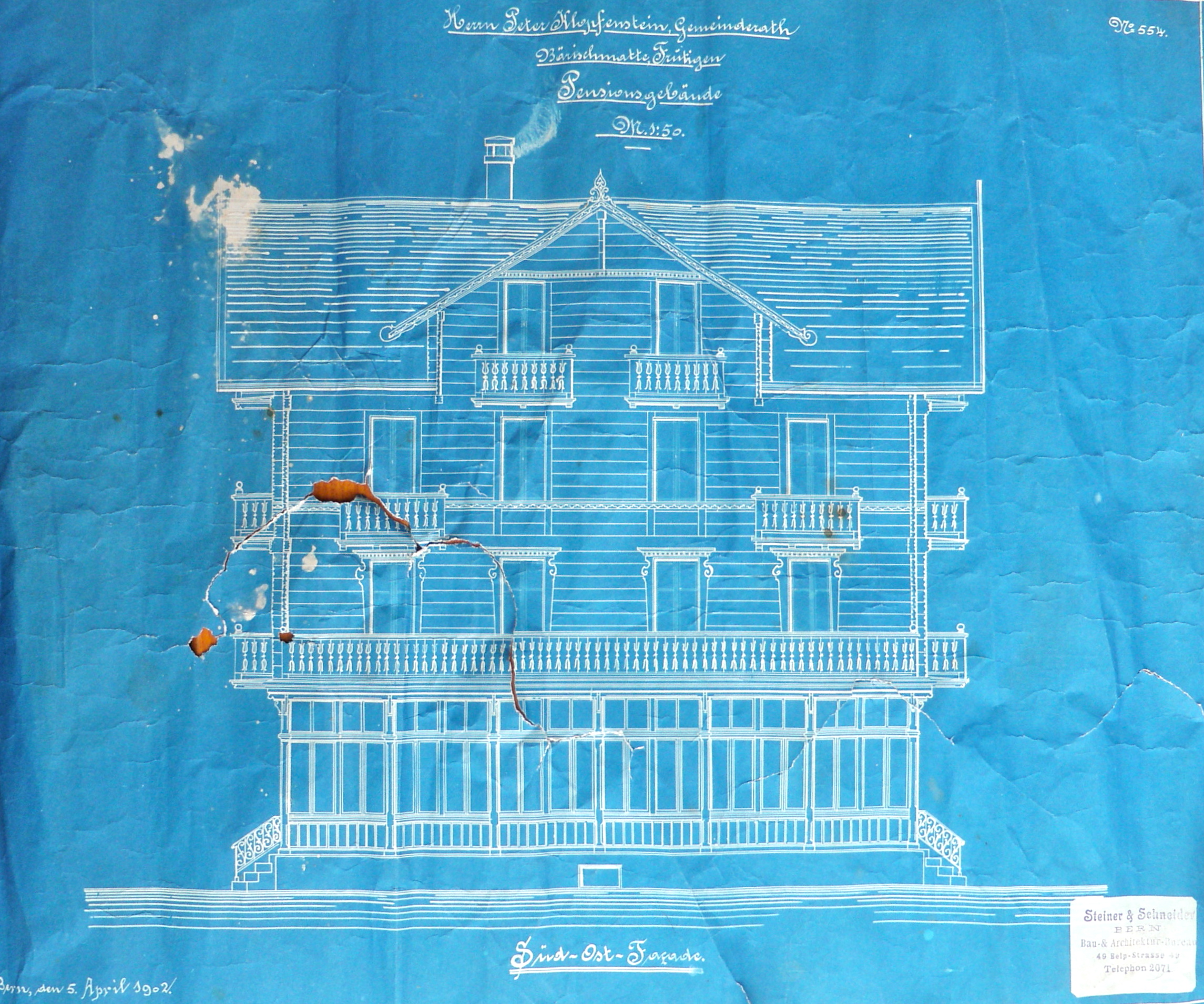
Byggnadsritning som blåkopia från 1902.

En blåkopia är en reproduktion av en teknisk ritning som dokumenterar en arkitektonisk eller teknisk design. Metoden upptäcktes på 1800-talet och möjliggjorde snabb och tillförlitlig reproduktion av dokument som användes inom konstruktions- och tillverkningsindustrin.

## Beskrivning
Blåkopian använder en kontaktkopieringsprocess på ljuskänsliga blad. Blåkopian kännetecknas av ljusa, nästa vita, linjer på en blå bakgrund, vilket är ett negativ av originalet. Processen kan inte återskapa färger eller halvtoner.
Olika komponenter har över tid använts för att skapa blåkopior. Papper baserat på träfiber var ett vanligt val. För ritningar som krävde längre livslängd användes även linnepapper, dock kan blåkopior på linnepapper krympa med tiden. För att komma runt detta problem kunde blåkopior även tryckas på pergament och sedermera på polyesterfilm.

## Historia
År 1861 fann den franske kemisten Alphonse Louis Poitevin att ferro-gallate i gummi arabicum var ljuskänsligt. Ljuset förvandlar detta till en olöslig och permanent blå massa. En yta av detta kemiska material på ett papper eller annan yta kan användas till reproduktion av en bild från ett transparent dokument.
Cromalin och Matchprint var varumärkesnamn två varianter av analoga provtryck/blåkopior. Den förra tillverkades av DuPont, den andra av 3M.
Processen att framställa blåkopior har nästan försvunnit, och den vanligaste metoden idag för att framställa ritningskopior är via så kallad diazotyp eller för större format via xerografi.